# Cestica
Cestica – wieś w Chorwacji, w żupanii varażdińskiej, w gminie Cestica. W 2011 roku liczyła 504 mieszkańców.